# Raión de Bílhorod-Dnistrovski
El distrito de Belgorod-Dnetrovsky (ucraniano: Білгород-Дністровський район) es un distrito en el óblast de Odesa en el sur de Ucrania, en la costa del mar Negro, al lado de las fronteras con Moldavia y con Rumania.   Su centro administrativo es la ciudad de Bélgorod del Dniéster.

## Localidades
- Abrikosove
- Adamivka
- Avydivka
- Bilen'ke
- Bélgorod del Dniéster
- Blahodatne
- Brytivka
- Bykoza
- Chabans'ke
- Cherkesy
- Chystovodne
- Dalnichen
- Dolynivka
- Edmonton
- Gonchárovka
- Karnaliyivka
- Kosivka
- Krutoiarivka
- Marazliivka
- Moloha
- Monashi
- Mykolaivka
- Nova Tsarychanka
- Nove

- Oleksiivka

- Petrivka
- Pidhirne
- Pivdenne
- Polbove
- Poljanka
- Popazdra
- Pryvitne
- Pryberezhne
- Prymors'ke

- Romanivka
- Rozkishne
- Ruskoivanivka

- Sadove
- Salhany
- Semenivka
- Shabo
- Shyroke
- Sofiivka
- Starokozache
- Suholuzhzhya

- Tsarychanka Antigua

- Udobne

- Velykomar'yanivka
- Vesele
- Vil'ne
- Volodymyrivka
- Vyhon
- Vypasne

- Zelene
- Zelenivka